# Crkva u Tebiju
Tebi crkva (šve. Täby kyrka) u crkvenom naselju Tebi (šve. Täby) , udaljena 20 km od Stokholma je crkvena opština koja spada u Stokholmsku biskupiju. Crkva je izgrađena u 13. veku i formirana kao posebna parohija i već duze vreme funkcioniše kao jedna od glavnih crkava u Ruslagenu (šve. Roslagen)..

## Enterijer i slike
Oltar potiče iz 1470. godine. Slike na plafonu je naslikao Albert Molare (šve. Albert Målare) 1480-ih godina i one nikada, za razliku od ostalih njegovih dela, nisu prekrečene. Najpoznatija od ovih slika jeste slika viteza koji igra šah sa Smrću, motiv koji je kasnije Ingmar Bergman upotrebio u svom filmu „Sedmi pečat”.
- Oltar je napravio Bertil Molare u Stokholmu
- Propovedaonica datira iz 1630. godine i prvobitno je stajala u kapeli zamka Tri krune (šve. Tre Kronor).
- Orgulje je 1994. godine napravio Mats Arvidson koji je takođe projektovao i fasadu crkve. Ona ima 25 delova.

## Rana istorija
Tebi crkva je glavna crkva u Tebi parohiji, koja pripada Stokholmskoj biskupiji, iako u parohiji postoji znatno veća i novija crkva, Tible crkva, u blizini Tebi centra. Tebi je dugo bilo samo ime malog sela oko crkve, koje se razvilo tokom vekova. Parohija kojoj je crkva pripadala, Tebi parohija, dugo je bila jedna od najvažnijih parohija Ruslagena (koji danas obuhvata priobalna područja Uplanda i Stokholma) i imala je, između ostalog, parohijskog sveštenika i sopstvenu župu (koju je sačinjavalo više parohija).
Tebi parohija prostirala se do 1623. preko većih delova južnog Ruslagena, obuhvatajući današnje opštine Tebi, Danderid i Lidinge, kao i poluostrvo Bugesundslandet, dok su crkve Danderida i Lidinga predstavljale dodatne crkve u parohiji. Danderidska crkva i veleposed Jursholm otcepili su se 1623. od Tebi parohije i osnovali sopstvenu parohiju zajedno sa Lidingom (koji se kasnije odvojio od Danderidske parohije, doduše tek 1907). Iako je znatno manja od Danderidske crkve, Tebi crkva bila je pastorova glavna crkva jer je mnogo starija od Danderidske crkve, koja je izgrađena tek u 15. veku.
Zamkovi Nesbi i Jursholm bili su bitni pri podeli parohija, kada su Jursholm i njegovi posedi pripali Danderidskoj parohiji, dok su zamak Nesbi i njegovi posedi postali deo sada značajno manje Tebi parohije. Tebi parohija, kao i Danderidska, bile su u ovo doba nešto imućnije, kada su zamak Nesbi, ali i imanja Tible, Gribi, Karbi i Sosta posedovali veliki broj oranica, što je najčešće bio najvažniji preduslov za blagostanje parohije. Sa razvojem poljoprivrede na Lidingu i u južnim delovima Danderidske parohije, čak je i ova parohija postala imućna.

## Novija istorija
Kada je železnička pruga sagrađena kroz Južni Ruslagen, Tebi je izgubio poziciju glavnog mesta u parohiji, iako je napravljena jedna posebna stanica u susedstvu crkve Tebi - Tebi stanica. Novo centralno mesto postao je Nesbi, koji je po otvaranju Esteršerske linije krajem 20. veka. postao njena krajnja stanica. Mesto je raslo i postalo varoš 1950. godine, te se ime crkve počelo koristiti kao naziv same varoši. To ime je nastavilo da se koristi i kada je varoš postala opština tokom opštinskih reformi iz 1971. godine.
Tebi je počeo u registrima da se zavodi pod posebnim nazivom „selo sa crkvom“, da bi se razlikovao od ostatka varoši i kasnije opštine. Ovaj način imenovanja, kada bi opština dobila naziv po parohiji, bio je jedan od dva učestala načina imenovanja. Da je primenjen drugi način imenovanja, kada opština dobije nazivv po najvećem mestu, onda bi se danas opština Tebi verovatno zvala Ruslags - Nesbi ili možda samo Nesbi.

## Galerija
- Dvorište
- Oltar
- Slike na plafonu
- Vitez igra šah sa Smrću